# Okres Höfe
Okres Höfe (německy Bezirk Höfe) je jedním z okresů kantonu Schwyz ve Švýcarsku. Okresními městy jsou střídavě Wollerau a Pfäffikon SZ.
Oblast okresu zahrnuje svah mezi masivem Etzel a Curyšským jezerem. Součástí území okresu jsou také dva ostrovy Ufenau a Lützelau, které v případě Ufenau vlastní opatství Einsiedeln a v případě Lützelau místní obec Rapperswil (Rapperswil-Jona).

## Seznam obcí
| Znak       | Název obce | Počet obyvatel (31. 12. 2022) | Rozloha (km²) | Hustota zalidnění (obyv./km²) |
| ---------- | ---------- | ----------------------------- | ------------- | ----------------------------- |
| Feusisberg | Feusisberg | 5468                          | 17,50         | 312                           |
| Freienbach | Freienbach | 16 711                        | 13,80         | 1211                          |
| Wollerau   | Wollerau   | 7495                          | 6,31          | 1188                          |
| Celkem (3) | Celkem (3) | 29 674                        | 37,61         | 789                           |